# Округ Отава (Охајо)
Округ Отава (енгл. Ottawa County) је округ у америчкој савезној држави Охајо.

## Демографија
По попису из 2010. године број становника је 41.428, што је 443 (1,1%) становника више него 2000. године.
| Група             | 2000.          | 2010.          |
| Белци             | 38.767 (94,6%) | 38.780 (93,6%) |
| Афроамериканци    | 265 (0,6%)     | 324 (0,8%)     |
| Азијати           | 94 (0,2%)      | 116 (0,3%)     |
| Хиспаноамериканци | 1.535 (3,7%)   | 1.755 (4,2%)   |
| Укупно            | 40.985         | 41.428         |